# Louis Picarda
Pour les articles homonymes, voir Picarda.
Louis Picarda  (né le 18 juillet 1848 à Langonnet où il est mort le 26 décembre 1901) est un père spiritain et un biologiste français.

## Biographie
Fils du maire de Meslan, Morbihan, Louis Picarda naît dans une famille qui aura quatre enfants spiritains.
Il est ordonné prêtre en 1880 dans la Congrégation du Saint-Esprit,  part à la Martinique jusqu'en 1886  où il avait rencontré quelques années auparavant le père Duss, qui étudiait la  flore des Antilles françaises. Louis s'intéresse à la Conchyliologie de la Martinique, puis à l'entomologie et à la bryologie. Professeur de sciences baturelles, d'histoire naturelle à Fort-de-France (1874-1879) et de Botanique à Port-au-Prince (1886)  il continue ses recherches et envoie ses spécimens à des chercheurs d'Europe.
Les chercheurs donnèrent alors son nom à plusieurs spécimens de plantes, notamment un genre de rubiacée Picardaea. Karl Müller étudia ainsi les mousses qu'il a trouvées et les décrit en 1898 dans la revue Hedwigia, et l'herbier des phanérogames de Carl Wilhelm Leopold Krug et Ignatz Urban comportait 1667 numéros de Picardia. O. Warburg[Qui ?], Rudolf Schlechter appelleront aussi Picarda plusieurs plantes[Lesquelles ?]. Anne Casimir Pyrame de Candolle donne le nom de Picardae C.D.C à une plante[Laquelle ?]. Krug et Urban donnent aussi son nom à six espèces:
- Drypetes picardae
- Eugenia picardae
- Exostema picardae
- Myrica picardae
- Senecio picardae
- Teucrium picardae, synonyme de Teucrium vesicarium

De retour en France, il est nommé supérieur de l'importante communauté de N.D. de Langonnet où il meurt en 1901 à l'âge de 52 ans.